# Carmelo Romeo
Carmelo Romeo (Milano, 3 febbraio 1897 – Tradate, 11 maggio 1988) è stato un calciatore italiano, di ruolo centromediano.

## Carriera
Nella stagione 1922-1923 ha giocato in Prima Divisione con la Milanese, esordendo il 5 novembre 1922 nella partita Milanese-Pastore (2-2). Successivamente ha disputato due stagioni, dal 1924-1925 al 1925-1926, in Seconda Divisione al Como.

## Nelle due guerre
Ricevette due medaglie d'argento al valor militare, nella prima guerra quale Tenente degli Alpini, e nella seconda quale Capitano degli Alpini nella battaglia persa a Cheren (Eritrea) contro gli inglesi.